# أبيغيل سبنسر
أبيغيل سبنسر (بالإنجليزية: Abigail Spencer)‏ مواليد 4 أغسطس 1981 في غولف بريز، فلوريدا، الولايات المتحدة، هي ممثلة أمريكية بدأت مسيرتها الفنية عام 1999.

## وصلات خارجية
- أبيغيل سبنسر على موقع IMDb (الإنجليزية)
- أبيغيل سبنسر على موقع روتن توميتوز (الإنجليزية)
- أبيغيل سبنسر على موقع ألو سيني (الفرنسية)
- أبيغيل سبنسر على موقع ميوزك برينز (الإنجليزية)
- أبيغيل سبنسر على موقع أول موفي (الإنجليزية)
- أبيغيل سبنسر على موقع قاعدة بيانات الأفلام السويدية (السويدية)
- أبيغيل سبنسر على موقع إن إن دي بي (الإنجليزية)
- أبيغيل سبنسر على موقع قاعدة بيانات الفيلم (الإنجليزية)
- أبيغيل سبنسر على موقع كينوبويسك (الروسية)